# جنود
جنود (به لاتین: Cunud) یک منطقه مسکونی در جمهوری آذربایجان است که در شهرستان شکی واقع شده‌است. جنود ۹۶۰ نفر جمعیت دارد.